# Villalonso
Villalonso község Spanyolországban,  Zamora tartományban. Villalonso Villavendimio, Pinilla de Toro, Benafarces, Casasola de Arión és Morales de Toro községekkel határos. Lakosainak száma 79 fő (2024).

## Népesség
A település népessége az utóbbi években az alábbiak szerint változott:
| Lakosok száma | 129  | 116  | 106  | 99   | 91   | 95   | 81   | 81   | 70   | 79   |
|               | 2001 | 2004 | 2007 | 2009 | 2012 | 2014 | 2017 | 2019 | 2022 | 2024 |